# Jurij Baulin
Jurij Baulin, född 5 oktober 1933 i Moskva, död 5 december 2006 i Zelenograd, var en sovjetisk ishockeyspelare.
Han blev olympisk bronsmedaljör i ishockey vid vinterspelen 1960 i Squaw Valley.